# といふ (仮名)
 (トイフ) は片仮名と共に使われる合略字の一つ。

## 字源
「ト」と「云」の合字。

## 用例
- 「糸綸一聲 絲ヲ綸ヲモヨル 日ノ暮ヲモヨル クル〱敷モナニカセン クルヨリ待コソ久シケレ」[3]（『興福寺延年舞式』 元文4 (1739) 年[4]）
- 「霞ノ袖 右大臣ノ裝束ナルヿ 四十四四十六ノ注ニクワシ 赤染ノ袖ヿ」（岩田友靖『菅家百首解』  文化1 (1804) 年）[5]

## 符号位置
Unicode未収録